# Rusifikacija Ukrajine
Rusifikacija Ukrajine (ukr. зросійщення України) podrazumijeva zakone, odredbe i druge slične akte s kojima se već od kraja 17. stoljeća nastojalo uništiti ili podrediti ukrajinsku državnu samostalnost, institucije, kulturu, vjeru i druge elemente ukrajinske nacionalne samoidentifikacije s cijem djelomične ili potpune asimilacije ukrajinskog naroda. 
Ovo razdoblje posebno se odnosi na period formiranja Ruskog Carstva i Sovjetskog Saveza u kojima su Ukrajinci predstavljali bitan faktor, kako u ljudstvu, tako i u kulturi, prosvjeti i drugim važnim elementima značajnim za formiranje države. Kao posljedica dugotrajne rusifikacije, ukrajinsko društvo se danas suočava s nizom problema, između ostalog i sa snažnom Ukrajinofobijom.

## Specifičnost rusifikacije
Specifičnost rusifikacije koja se odnosi na Ukrajinu istaknuta je posebno zbog toga što u međuslavenskim odnosima gotovo da nema sličnih primjera kada su u pitanju neprekidne restrikcije s ciljem nepriznavanja nacije kao takve, njene državnosti i osnovnih izraza nacionalne individualnosti. Nadalje, ukrajinski povjesničari do danas ukazuju na povijesne činjenice koje objašnjavaju da je manipulacijom povijesnih naziva u sklopu rusifikacije Ukrajincima oduzeta kulturna baština, etnonim, lingvonim, dakle osnovni elementi etničkog identifikacijskog koda.
Iz istih razloga ruski i ukrajinski povjesničari do danas teško prihvaćaju usuglašeno tumačenje međusobnih odnosa u njihovoj povijesti, posebno kada je u pitanju Kijevska Rus' koju Ukrajinci smatraju vlastitom državnom tvorevinom i Rusko Carstvo u kojem Rusi svojataju ogromnu ukrajinsku ulogu u formiranju tog ogromnog multikulturalnog carstva. Izjava vodećeg Moskovski patrijarh Ruskog patrijarha Kirila iz 2010. godine, kako je Rusko Carstvo (1721.) ujedno i »ukrajinsko« te je dio ukrajinske povijesti jer su i Ukrajinci izgrađivali taj imperij, posebno kada je u pitanju formiranje Ruske pravoslavne crkve, također se postavlja u politički a ne povijesni kontekst te Ukrajinci u takvim izjavama vide prijetnju za neovisnost današnje Ukrajine.
Sudeći prema izjavama vodećih ukrajinskih intelektualaca, rusifikacija Ukrajine do danas nije završena. Smatra se da aktualna politika u Moskvi nakon raspada Sovjetskog Saveza nije prihvatila potpunu neovisnost Ukrajine što se posebno primjećuje u političkim pritiscima na ukrajinsku kulturu, jezik i rusku nacionalnu manjinu u Ukrajini, posebno na poluotoku Krimu. Također velika ukrajinska manjina u Rusiji, koja prema nekim istraživanjima ima oko 4,3 milijuna ljudi, često se susreće s narušavanjem elementarnih prava nacionalne manjine. Posljednji slučaj iz 2010. godine uključuje ukidanje jedine ukrajinske knjižnice u Moskvi te zabranu rada jedine središnje ukrajinske organizacije u Rusiji. U Ukrajini ove akte doživljavaju kao daljnje pokušaje asimilacije Ukrajinaca u Rusiji.

## Kronologija antiukrajinstva
Ukidanje autonomije i formiranje Ruskog Carstva:
- 1686. – likvidacija autonomije Ukrajinske crkve; nasilno pripajanje Kijevske mitropolije Moskovskoj patrijaršiji; uvođenje kontrole nad duhovnim i svjetovnim životom Ukrajine;
- 1689. – zabrana tiskanja knjiga u Kijevo-pečerskoj lavri bez dozvole Moskovske patrijaršije;
- 1690. – proglašenje anateme Moskovskog crkvenog sabora na knjige pisaca ukrajinskog baroka pisane tadašnjim ukrajinskim književnim jezikom;
- 1693. – Moskovska patrijaršija zabranjuje unošenje ukrajinskih knjiga u Moskvu;
- 1709. – ruski car Petar I. uvodi cenzuru nad ukrajinskim knjigama tiskanim u Moskvi;
- 1720. – izlazi Ukaz cara Petra I. o zabrani tiskanja novih knjiga na ukrajinskom jeziku u tiskarama Ukrajine; istim Ukazom ispravljaju se jezične razlike u svim novim izdanjima starih ukrajinskih knjiga kako se ne bi razlikovale od ruskog jezika;
- 1721. – izlazi novi Ukaz cara Petra I. o cenzuriranju ukrajinskih knjiga;
- 1729. – izlazi Ukaz ruskog cara Petra II. o obveznom prepisivanju svih državnih naredbi s ukrajinskog na ruski jezik (ovaj akt spada u jedan od onih koji se smatraju aktivnom europeizacijom Ruskog Carstva);
- 1755. – prva Zabrana crkvenog sinoda za tiskanje ukrajinskih knjiga u Peterburgu;
- 1769. – izlazi Ukaz Sinoda o oduzimanju ukrajinskih bukvara od stanovništva i ukrajinskih tekstova iz crkvenih knjiga;
- 1775. – Manifest ruske carice Katarine II.: Uništenje Zaporoške Siči i pripajanje središta Maloruskoj guberniji; zatvaranje ukrajinskih škola pri kozačkim pukovnijama;
- 1784. – državno propagiranje rusificiranja prosvjete u Ukrajini;
- 1786. – zabrana crkvenih liturgija na ukrajinskome i uvođenje ruskog govora u crkvenoslavenskim tekstovima; izdana je naredba o uvođenju obaveznog »čistog ruskog jezika« u Kijevsku akademiju;

Ukrajinske zemlje u Zlatnom stoljeću Ruskog Carstva:
- 1817. – zatvaranje proukrajinske Kijevo-mogiljanske akademije; uvođenje nastave na poljskom jeziku u svim ukrajinskim prosvjetnim ustanovama (školama) na prostoru Galicije u Austro-Ugarskoj;
- 1834. – osnivanje Kijevskog imperatorskog sveučilišta s ciljem rusifikacije ukrajinogovornog prostora jugozapadne Ukrajine (Nova Rusija);
- 1847. – pogrom ukrajinskog Društva Sv. Ćirila i Metoda u Kijevu, uhićenja i progoni intelektualaca koji se u privatnim sferama života služe ukrajinskim jezikom; uhićenje ukrajinskog pjesnika Tarasa Ševčenka;
- 1862. – zatvaranje ukrajinskih nedjeljnih besplatnih škola u manjim sredinama;
- 1863. – izlazi Valujev cirkular (Valujev; ministar unutarnjih poslova Ruskog Carstva) o zabrani tiskanja knjiga na ukrajinskom jeziku u cijelom Imperiju;
- 1869. – izlazi prvi Ukaz ruske carske administracije o povećanju plaća činovnika ruskog podrijetla na svim južnim gubernijama (gotovo isključivo prostor Ukrajine), uz izuzimanje ruskih domorodaca, kao nagrada za uspjehe u rusificiranju koloniziranih prostora;
- 1876. – izlazi tajni Emski ukaz ruskog cara Aleksandra II. o zabrani uvoza svih ukrajinskih knjiga u Rusko Carstvo (posebno iz Austro-Ugarske); zabranjuje se ukrajinsko kazalište i tiskanje originalnih djela književnosti na ukrajinskom jeziku (očuvanje ukrajinskog jezika i kulture kroz dramu); zabranjuje se publiciranje tekstova brojnih ukrajinskih pjesma s notama (očuvanje ukrajinskog jezika i kulture kroz glazbu);
- 1881. – zabranjuje se crkvena propovijed na ukrajinskom jeziku;
- 1883. – Kijevskom generalnom gubernatoru zabranjuje se održavanje kazališnih predstava na njemu podređenim teritorijima;
- 1888. – izlazi Ukaz ruskog cara Aleksandra III. o zabrani uporabe ukrajinskog jezika u službenim ustanovama; zabranjuju se krštenja djece s ukrajinskim imenima;
- 1895. – zabranjuje se tiskanje ukrajinskih knjiga za djecu;
- 1899. – zabrana uporabe ukrajinskog jezika na Arheološkom kongresu u Kijevu;
- 1903. – zabrana uporabe ukrajinskog jezika prigodom otvaranja spomenika ukrajinskom književniku Ivanu Kotljarevskom u Poltavi;

Ukrajinske zemlje u Srebrnom dobu ruske kulture:
- 1907. - državna zabrana rada ukrajinskih medijskih tiskovina uz izuzetak ukrajinske književnosti tiskane u razdoblju između 1905. i 1907.; represije protiv predstavnika ukrajinske kulture;
- 1908. - izlazi Ukaz senata Ruskog Carstva o »štetnosti« kulturne i prosvjetne djelatnosti u Ukrajini koja može izazvati »posljedice opasne po mir i sigurnost«;
- 1910. - izlazi Cirkular ministra Stolypina o zabrani stvaranja »inorodnih društava, uključujući ukrajinska i židovska, neovisno o njihovim ciljevima«;
- 1914. - zabranjuje se obilježavanje 100. godišnjice rođenja priznatog pjesnika Tarasa Ševčenka; iste godine izlazi Ukaz ruskog cara Nikole II. o potpunom gašenju ukrajinskog tiska u novookupiranim prostorima Zapadne Ukrajine; pogrom Društva Prosvita, uništenje knjižnice Znastveno-prosvjetnog društva Taras Ševčenko; deportacija brojnih Ukrajinaca u Sibir gdje ih se doživotno pritvara ili ubija;
- 1920. - likvidacija Galičke samouprave od strane Poljaka; zabrana ukrajinskog tiska; podređivanje ukrajinskog školstva novim uvjetima Poljskog ministarstva prosvjete;
- 1921./22. - Holodomor 1921./1922.; prva organizirana pojava masovne gladi na Ukrajini;
- 1924. - u Rumunjskoj je na snagu stupio zakon koji sve Ukrajince proglašava »Rumunjima koji su zaboravili svoj jezik«, rumunjizacija ukrajinskih prosvjetnih ustanova u sjevernoj Rumunjskoj;

Razdoblje Strijeljanog preporoda:
- 1929. - početak represije u boljševičkoj Ukrajini protiv djelatnika kulture i crkve; izlazi falsificirana javna optužba o pripadnosti vodećih ukrajinskih intelektualaca Savezu oslobođenja Ukrajine;
- 1930. - likvidacija Ukrajinske autokefalne pravoslavne crkve; »pacifikacija« u Galiciji gdje se prema naredbi poljskog dužnosnika Pilsudskog provodi represija nad predstavnicima ukrajinske kulture;
- 1931. - deportacija vodećeg ukrajinskog povjesničara Mihajla Gruševskog u Moskvu;
- 1932. - izlazi naredba Centralnog komiteta o zatvaranju književnih organizacija; osniva se centralizirani Savez pisaca SSSR-a nad čijim radom se provodi snažna cenzura;
- 1933. - samoubojstvo istaknutog ukrajinskog avangardnog pisca Mykole Hvyljovog u znak prosvjeda protiv boljševičkog pogroma u ukrajinskoj kulturi; samoubojstvo istaknutog proukrajinskog političara i boljševika Mykole Skrypnyka;
- 1932./33. - Holodomor; sovjetsko-komunistička vlast prouzročila je veliku masovnu glad na Ukrajini (stradava uglavnom ukrajinsko seljaštvo); višemilijunske žrtve su pokopane u masovnim jamama širom Sovjetskog Saveza; na jugoistok Ukrajine organizirano pristižu novi ruski doseljenici; u jeku je snažna rusifikacija jugoistočne Ukrajine bogate rudnim i drugim bogatstvima; pogrom Ukrajinaca (Kubanskih kozaka) na ruskom Kubanu; službeno se zaustavlja politika Ukrajinizacije; uništava se brojna kulturna baština srednjovjekovne, barokne i secesijske Ukrajine; privodi se oko 80% ukrajinskih intelektualaca;
- 1934. - strijeljanje ukrajinskih pisaca radi ubojstva boljševika Sergeja Kirova u Petrogradu;
- 1937. - masovno strijeljanje zatočenih ukrajinskih pisaca te drugih predstavnika ukrajinske kulture u Soloveckom logoru (prigodom 20. obljetnice Oktobarske revolucije); početak novog vala organiziranog naseljavanja Ukrajine Rusima u sklopu sovjetske politike (jedan od nekoliko između 1937. i 1939. godine)[8]
- 1938. - izlazi Staljinova naredba »o obaveznom učenju ruskog jezika u svim sovjetskim republikama«; izlazi niz partijskih naredbi u kojima se pojačava rusifikacija Ukrajine; nakon 10 godina Staljinove represije Ukrajina se nalazi u socijalnoj i psihološkoj traumi;
- 1939. - Zapadna Ukrajina priključena je SSSR-u, masovne represije prema istaknutim Ukrajincima i svima osuminjčenim za sudjelovanje u pokretu otpora prema sovjetskoj politici; masovne deportacije Ukrajinaca u Sibir;
- 1941. - boljševičke represije prema svim grupama ukrajinskih političkih zatvorenika, djelatnicima kulture, piscima i prosvjetnim radnicima koji pružaju otpor sovjetskoj politici i postupcima Crvene armije; masovne deportacije u Sibir;
- 1941. - razdoblje između dva totalitarna režima; Ukrajinci su strijeljani, privođeni i deportirani od njemačkih i sovjetskih okupatora; uslijedila su uhićenja svih ukrajinskih nacionalista i pisaca koji organizirano ili spontano ratuju za nezavisnost Ukrajine;

Posljeratno razdoblje sovjetskog režima:
- 1945. - sovjetski režim pritvara sve ukrajinske grkokatoličke vladike te ih odvodi u sibirsko zarobljeništvo; usporedbom službenih popisa stanovništva iz 1941. i 1945. godine može se uvidjeti da je u ratnoj i posljeratnoj Ukrajini zbog neprirodnih smrti, migracija i prisilnih deportacija, broj stanovnika smanjen s 41,9 na 27,4 milijuna; prema detaljnim istraživanjima povjesničara Volodimira Kosika (1992., Kijev-Pariz-New York) od ukupnog broja ratnih i posljeratnih žrtava u Sovjetskom Savezu, Ukrajinci su činili između 40 i 44 posto (ovi tragični podaci ukazuju da se protiv ukrajinskog stanovništva vodio »unutarnji rat« s ciljem ukorijenjivanja sovjetske politike na ukrajinskim prostorima);
- 1946. - likvidacija Ukrajinske grkokatoličke crkve i njezino podređivanje Ruskoj pravoslavnoj crkvi, oduzimanje hramova i ostalih crkvenih prostorija Ukrajinskoj grkokatoličkoj crkvi; izlazi odluka CK KPSS-a o iskorijenjivanju nacionalno-rodoljubnih ideja u ukrajinskoj književnosti, književnoj kritici i u medijima;
- 1946. - pojava treće masovne gladi u Ukrajini; Holodomor 1946./1947.; u isto vrijeme prema naređenju Staljina izvozi se hrana iz Ukrajine u teško pogođene zapadnoeuropske države poput Austrije; broj ukrajinskih žrtava ove gladi kreće se između 750 tisuća i 1 milijun ljudi;
- 1947. - sovjetski dužnosnik Lazar Kaganovič vrši »čistke« ukrajinskih intelektualaca optuženih za »ukrajinski buržoaski nacionalizam« širom Ukrajine;
- 1951. - izlaze publikacije u moskovskoj »Pravdi« usmjerene protiv ukrajinskih pisaca i umjetnika optuženih za izražavanje domoljublja prema Ukrajini, između ostalog i u godinama otpora njemačkoj okupaciji;
- 1958. - izlazi odredba CK KPSS- o neobveznom (»prema želji roditelja«) učenju ukrajinskog jezika, uz obvezni ruski, u svim školama Ukrajine; ciljana marginalizacija ukrajinskog jezika;
- 1961. - KPSS proglašava politiku »slijevanja nacija«; u praksi se provodi daljnja rusifikacija svih sovjetskih republika;
- 1963. - podređivanje nacionalnih akademija znanosti u saveznim republikama onoj u Akademiji znanosti SSSR-a u Moskvi; centralizacija kulture i prosvjete;
- 1964. - podmetanje požara u Državnoj javnoj knjižnici Akademije znanosti USSR-a u Kijevu s ciljem uništenja staroukrajinskih raritetnih knjiga i degradacije sve utjecajnijeg kulturnog i povijesnog središta u Ukrajini;
- 1965. - nakon Hruščovljeva »zatopljena« politike i unutarnarodnih odnosa, uslijedili su veći valovi uhićenja ukrajinskih kulturnih djelatnika uglavnom optuženih za poticanje separatizma u svojem radu;
- 1968. - podmetanje više požara u kijevskim samostanima s knjižnicama gdje se čuvaju rijetke staroukrajinske knjige; indirektna borba se neovisnom ukrajinskom ideologijom u kojoj se povijest Ukrajine promatra drugačije nego među znanstvenicima u Moskvi; uništava se povijesna faktografija;
- 1970. - daljnje represije protiv ukrajinskih pisaca, kulturnih i crkvenih djelatnika koji kroz svoj rad previše ističu pripadnost ukrajinskoj a ne sovjetskoj kulturi; izlazi akt državne naredbe o obrani disertacija isključivo na ruskom jeziku;
- 1977. - uslijedila su uhićenja ukrajinskih disidenata; posebno se progone pripadnici Ukrajinske helsinške grupe (UHG); 24 od 39 članova UHG-a je uhićeno te im je dosuđena kazna zatvora u ukupnom trajanju od 170 godina, njih 6, uključujući i predvodnika Mikolu Rudenka, bili su prisiljeni emigrirati, a 4 ih je umrlo u Gulagu;
- 1978. - izlazi direktiva Ministarstva prosvjete SSSR-a o pojačanom učenju i predavanju ruskog jezika u svim školama Ukrajine;
- 1979. - usvojene su nove rusifikacijske politike prema svim ne ruskim narodima u sklopu Taškentske konferencije; pod sumnjivim okolnostima umro je istaknuti proukrajinski glazbenik Volodimir Mihajlovič Ivasjuk;
- 1983. - izlazi odluka CK KPSS-a o pojačanom učenju ruskog jezika u svim školama; podjela razreda prema ukrajinskom i ruskom odjeljenju te povećanje plaće svim profesorima koji se služe ruskim jezikom; sustavno omalovažavanje i degradacija ukrajinskog jezika u sovjetskim javnim ustanovima pred internacionalnim ruskim jezikom; sovjetskom rusifikacijskom politikom u 1980.-tim odgojena je cijela nova generacija mladih rusofonih Ukrajinaca (posebno u jugoistočnoj Ukrajini) koji će nakon nezavisnosti bitno promijeniti broj pripadnika koji govore ukrajinskim jezikom kao materinjim s 89 na 67 posto;
- 1984. - umiru poznati ukrajinskih pisci u sovjetskim zatvorima;
- 1986. - dvodnevno prešućivanje Černobilske nuklearne nesreće; prema pojedinim ukrajinskim stručnjacima izvršen je etnocid u regijama Polesje (povijesno najstarije ukrajinske regije); prešućivanje posljedica povezanih s nuklearnom nesrećom;
- 1989. - izlazi odluka CK KPSS- o jedinstvenom općedržavnom ruskom jeziku u SSSR-u; provodi se smišljena politika rusifikacije ukrajinskih i drugih neruskih prostora;
- 1990. - Vrhovni Savjet SSSR-a usvojio je »Zakon o jezicima SSSR-a« kojim je ruskom jeziku pružen status jedinstvenog službenog jezika u SSSR-u;

Izvori za kronološki prikaz.

## Vanjske poveznice
- Факти русифікації України (Činjenice o rusifikaciji Ukrajine); (ukr.)  Arhivirana inačica izvorne stranice od 8. prosinca 2008. (Wayback Machine)
- Russification/Sovietization by Theodore R. Weeks[neaktivna poveznica]
- Radiotelevizijska rusifikacija Ukrajine (ukr.)